# チャランゴ

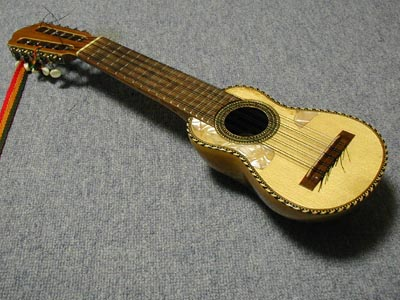
チャランゴ(2005年10月投稿者が撮影)

チャランゴ（スペイン語: charango）は、南米アンデス地方周辺の民族音楽・フォルクローレに使われる40から60cmほどの弦楽器。ボリビアなどでよく使われている。
もともとは、16世紀にスペイン人が持ち込んだギターの前身であるビウエラ・デ・マノが発展したもので、ボリビアのポトシ北部地方が発祥の地ではないかと推定されている。現在一般的な形のものは、マンドリンと同じくらいの長さで若干小型の胴体というサイズで、マンドリンに似て胴体は丸底のものが多い。（平底の胴体のものもある。）胴体の材料には、アルマジロ（ケチュア語: kirkinchu）の甲羅を利用したものもあり、見た目は印象的であるが、プロの演奏家の使用に耐える楽器はほとんどが木製である。
弦は現在はナイロン弦を使用するのが一般的だが、鉄弦を使用することもある。5コース10弦で、上から(低音弦側から)順番にソドミラミと調弦される。真ん中の3コース（ミ）の2本の弦がオクターブ差に調弦されており、その低音側のミが楽器全体の最低音、高音側のミが、5コースのミとともに楽器全体の最高音となる。従って、ギターやマンドリンと異なり、弦が低音から高音へと順番に並んでいるわけではない。この調弦は、C/Am（ハ長調/イ短調）のキーで親指と人差し指で二重奏の旋律をつま弾くのに都合がよいように考慮されているようである。

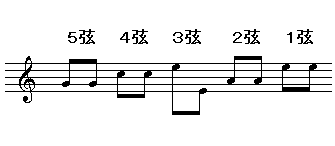
チャランゴの調弦

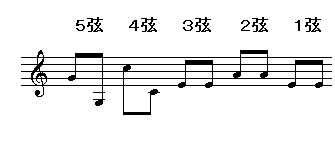
ロンロコの調弦

マウロ・ヌニェス Mauro Nuñez（1902年-1973年）が現在のチャランゴの形を完成したとされ、それを商業音楽の域に高めたのは、エルネスト・カブール Ernesto Cavour（1940年-2022年）である。その他、チャランゴの名手として知られているのは、ウィリアム・エルネスト・センテージャス、アレハンドロ・カマラ、クラルケン・オロスコ、フェルナンド・トリーコなどである。いずれもボリビア人だが、それ以外では、アルゼンチンのハイメ・トーレスの名が知られている。日本産まれのチャランゴ奏者としては、宍戸誠、Toyo草薙、福田大治、桑原健一、島田静江、佐野一弦(貴志)等が知られている。
チャランゴの同族の楽器として、より大型で、ギターとの中間の音域を担当するロンロコ Ronrroco、チャランゴより小型で、より高い音域を担当するウァライチョ Huaraycho などがあるが、いずれもチャランゴほど一般的には使われない。ロンロコの場合は、1コースと2コースがオクターブ差に調弦される。
また、チャランゴの発祥の地と目されるポトシ北部地方には、コンコータ、カランペアードなどチャランゴの原型となった楽器が数多く存在する。チャランゴが多くの場合ナイロン弦を使用するのに対して、その原型となった楽器はほとんどが鉄弦を使用する。